# مدينة الضوء الشاحب (رواية)
رواية مدينة الضوء الشاحب (بالإنجليزية: The City of Fading Light)‏ هي رواية للكاتب الأسترالي جون كليري. نشرت عام 1985. تدور أحداثها عن ممثلة هوليوود التي تحاول إنقاذ والدتها اليهودية من عام 1939 في برلين. تعرض الرواية شخصية Sean Carmody، وهي شخصية من روايته السابقة الغارقون في الشمس.